# Zweifarbig behaarter Speckkäfer

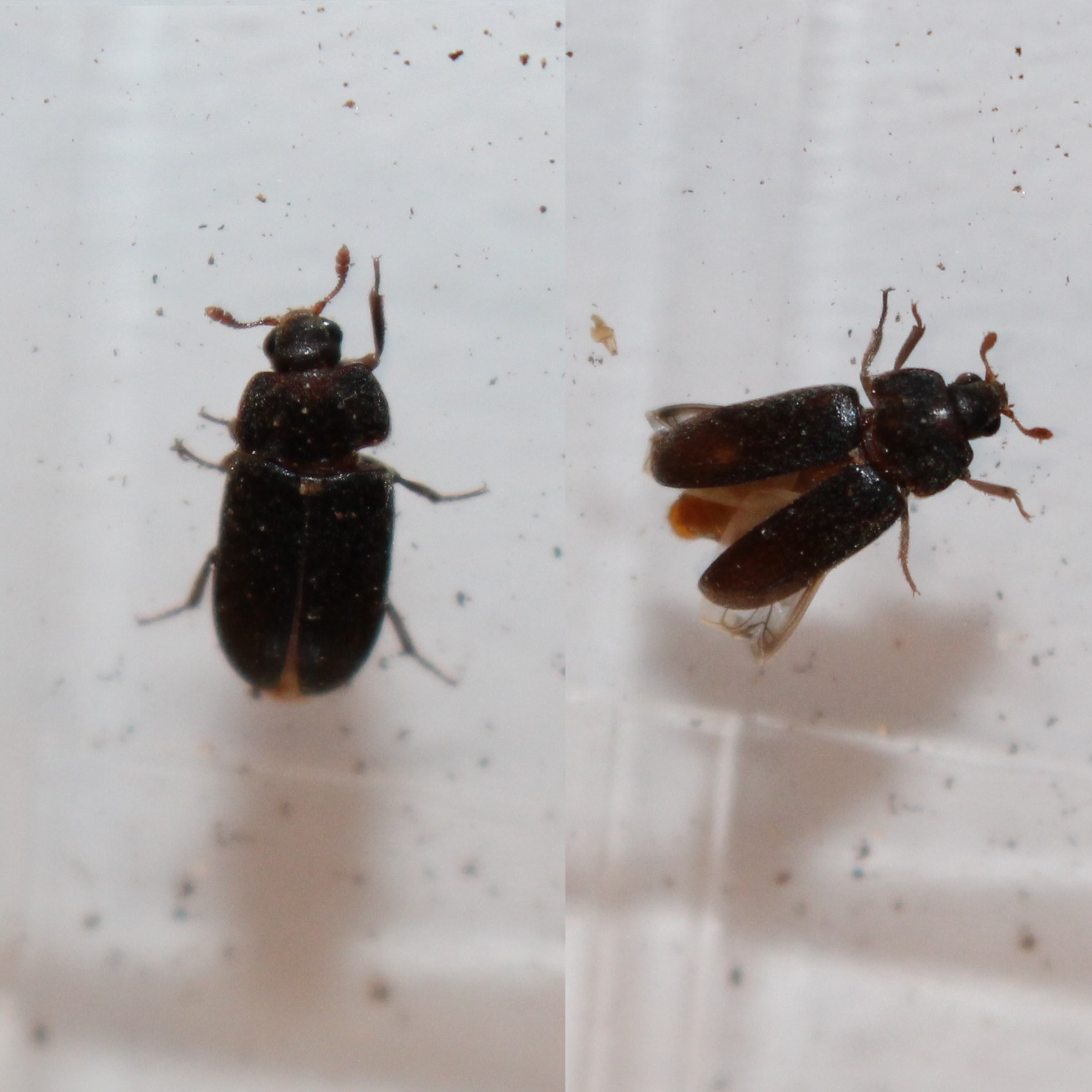
Dorsale Ansicht eines weiblichen Exemplars

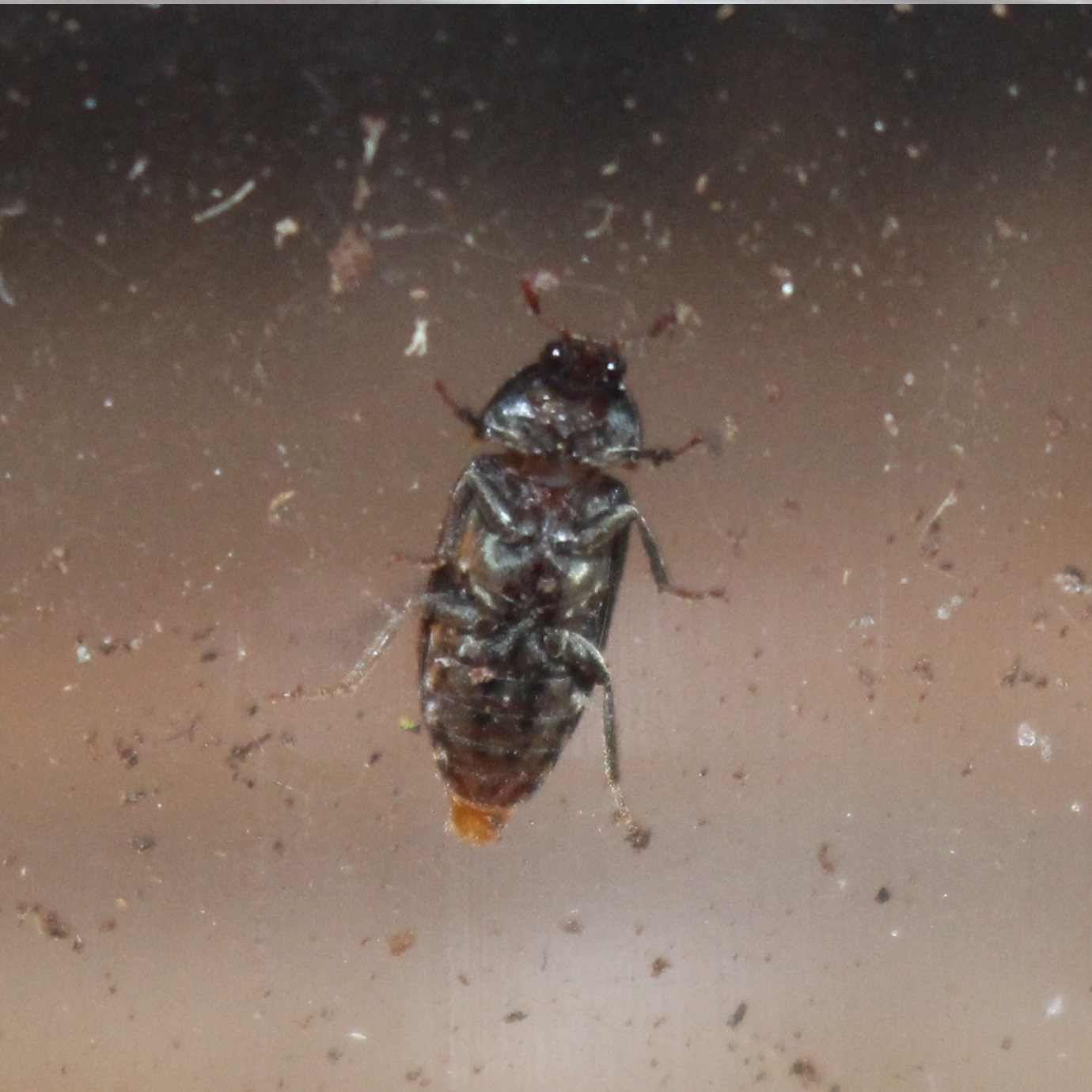
Ventrale Ansicht des gleichen weiblichen Exemplars

Der Zweifarbig behaarte Speckkäfer (Dermestes haemorrhoidalis), manchmal auch Küchenkäfer genannt, ist eine Art der Speckkäfer und nahezu kosmopolitisch verbreitet.

## Merkmale
Die Körperlänge beträgt 6,5–9 mm. Die Männchen werden dabei durchschnittlich 6,9 mm lang und 3,0 mm breit, die Weibchen werden etwas größer mit durchschnittlich 7,7 mm Länge und 3,1 mm Breite. Die Oberseite ist dunkelbraun oder dunkel rotbraun gefärbt, wirkt aber bei schwächerem Licht schwärzlich. Der Halsschild ist gewölbt, seitlich ganz schmal abgesetzt, hinter dem Vorderrand nicht chagriniert und an der Basis kräftig gerandet. Die Flügeldecken (Elytren) weisen angedeutete Längsstreifen auf. Die Behaarung ist rau. Sie sind dicht mit feinen, schwarzen Härchen besetzt, die seitlich als feiner Saum über den Flügeldeckenseitenrand ragen. Zwischen den schwarzen Haaren befinden sich eingestreut dickere hell gelbliche Haare. Diese spezielle Form der Behaarung hat der Art ihren deutschen Trivialnamen gegeben. Die Unterseite des Körpers ist dunkel gefärbt, Richtung Hinterleibsende jedoch heller und orangefarben gefärbt. dicht mit bräunlich-gelblichen Haaren bedeckt, so dass der dicht behaarte Hinterrand der Bauchplatten nur wenig auffällt. Die Antennen der Art weisen typisch für die Gattung eine viergliedrige Keule auf, die dreigliedrig erscheint, da das erste Glied oft klein und eng an das folgende Glied angeschlossen ist. Die Fühler werden in der Ruhelage in eine flache Grube vor der Basis der Vorderbrust eingelegt. Nur die Männchen des Zweifarbig behaarten Speckkäfers weisen auf dem vierten Sternit, also auf der Bauchplatte des vierten Hinterleibssegments, einen sogenannten Tuberkel auf. Den Weibchen hingegen fehlt diese Struktur. Die frisch abgelegten Eier des Zweifarbig Behaarten Speckkäfers sind grau gefärbt. Im Durchschnitt weisen sie eine Länge von 1,75 mm und eine Breite von 0,63 mm auf. Frisch geschlüpfte Eilarven sind nur etwa 2 mm lang. Die Larven von Dermestes haemorrhoidalis weisen eine bräunliche Grundfärbung auf, sind zwischen den einzelnen Körpersegmenten orangefarben gefärbt und lang und dicht behaart. Sie erreichen kurz vor der Verpuppung eine Länge von 10 bis 12 mm.

### Ähnliche Arten
Es gibt eine Reihe ähnlicher Arten der Untergattung Dermestes, die durch folgende Merkmale gekennzeichnet sind:
- Die Oberseite ist fast einheitlich behaart, erscheint einfarbig und ist mehr oder weniger glänzend
- Der Körper ist gewölbt und gestreckt
- Die Flügeldecken sind etwa doppelt so lang wie breit
- Das zweite Hintertarsenglied ist 1,5 × so lang wie das erste
- Die Augen sind groß
- Wenigstens der Halsschildhinterrand ist hell behaart

Zu diesen Arten gehört der Gestreifte Speckkäfer (Dermestes bicolor), der auf den Flügeldecken tiefe Längsfurchen aufweist, die nach hinten tief eingedrückt sind. Zudem ist seine Unterseite hell rostrot gefärbt und fein goldgelb behaart und das Schildchen sowie die Halsschild- und Flügeldeckenbasis mit goldglänzenden Haaren besetzt. Zudem weist der Mesosternalkiel in der Mitte kein spitzes Zähnchen auf. Noch ähnlicher ist die Art Dermestes ater. Bei dieser Art ist die Halsschildbasis in der Mitte ungerandet. Außerdem zeigt der erste Sternit eine an der Basis tief eingedrückte Längslinie, die an der Innenecke der Episternen entspringt und von dort in kräftiger Schwingung zum Seitenrand des Sternits verläuft. Zudem ist die gelbliche Behaarung stärker ausgeprägt. Die ähnlichste heimische Verwechslungsart stellt der Peruanische Speckkäfer (Dermestes peruvianus) dar. Sowohl er als auch der Zweifarbig Behaarte Speckkäfer haben eine vollständig gerandete Halsschildbasis und einen einförmig behaarten oder nur mit einem verloschenen dunklen Fleck jederseits gezeichneten Hinterleib. Überdies ist der erste Sternit ohne oder mit einer schwach eingedrückten Längslinie versehen, die dann aber weiter nach innen gerückt ist, geradlinig nach hinten verläuft und hinten weit vom Seitenrand des Sternits getrennt ist. Dermestes peruvianus ist aber dunkler schwarz bis schwarzbraun gefärbt, hat keine Längsstreifen, die Behaarung der Oberseite ist einfarbig grau oder gelbgrau, glatt, fast anliegend und seitlich nicht über den Flügeldeckenseitenrand vorragend. Dadurch wirkt die Oberseite glänzender.

## Verbreitung und Lebensraum
Die Art ist durch den Handel auf der ganzen Welt verbreitet. Nachweise aus Europa gibt es beispielsweise aus Deutschland, Österreich, der Schweiz, Großbritannien, Frankreich, Belgien, den Niederlanden, Portugal, Dänemark, Schweden, Norwegen oder Russland. In Südamerika ist die Art aus Argentinien, Uruguay und Peru bekannt. Darüber hinaus lebt sie in Südafrika, Australien, Japan und den Vereinigten Staaten. In Deutschland ist die Art aus allen Bundesländern außer Mecklenburg-Vorpommern bekannt, in einigen Teilen Südwestdeutschlands gibt es jedoch keine jüngeren Nachweise.
In Mitteleuropa kommt die Art vor allem in größeren Städten vor. Sie ist ein Kulturfolger und findet sich meistens innerhalb von Häusern und Wohnungen, wo die Art zunehmend häufiger gefunden wird. Gelegentlich wird die Art auch im Freien angetroffen, sonst häufig auch in Lagerhäusern und ähnlichen Gebäuden, besonders an tierischen Produkten (Haare, Felle, Häute, Trockenfleisch, Futterinsekten), aber auch an Textilien. Der natürliche Lebensraum vieler synanthroper Arten der Gattung sind Vogelnester oder Tierbauten, wo sie sich häufig von Aas ernähren. Dies könnte auch für den Zweifarbig Behaarten Speckkäfer der Fall sein.

## Lebensweise
Im Freiland findet sich die Art meist von Mai bis September, in Gebäuden das ganze Jahr. Bei Raumtemperatur leben die Imagines etwa fünf Monate lang. Sie ernähren sich von Pollen und Nektar. Weibchen produzieren eine Mehrzahl der Eier in den ersten zwei bis drei Lebensmonaten. In beheizten Räumen können die Eier auch ganzjährig abgelegt werden. Die Eier werden vom Weibchen gut versteckt in kleinen Zwischenräumen platziert, zum Teil erfolgt die Eiablage auch direkt am Nahrungssubstrat. Gelege bestehen aus bis zu 18 Eiern und werden täglich oder in größeren zeitlichen Abständen abgelegt, häufig wird jeden Tag aber auch nur ein Ei gelegt. Im Laufe ihres Lebens können die Weibchen mehrere Hundert Eier produzieren. Die Eientwicklung ist temperaturabhängig. Bei Temperaturen um 25° C vergehen durchschnittlich drei bis vier Tage zwischen der Eiablage und dem Schlupf der Larven. Bei Temperaturen um 20° C verlängert sich dieser Zeitraum auf fünf bis sechs Tage. Die Eilarven sind sehr beweglich und nehmen bald nach dem Schlupf bereits Nahrung auf. Die Larven häuten sich im Entwicklungsverlauf fünf bis neunmal. Die Gesamtentwicklung von der Eiablage bis zum Schlupf der Käfer dauert bei Raumtemperatur etwa fünf Monate.

## Schadwirkung
Der Zweifarbig behaarte Speckkäfer gilt als Hygieneschädling und Materialschädling. In Vorratslagern und Privathaushalten fressen die Larven an verschiedenen Lebensmitteln wie Fleischprodukten, Hartkäse oder Eiernudeln. Schäden richtet die Art auch an ausgestopften Tieren, Lederwaren, Rohfellen oder in Insektensammlungen an. Die Larven können Keratin verdauen und sich somit auch von Federn, Wolle und Fellen ernähren und Textilien und Pelze schädigen. Zur Verpuppung bohren sie sich in feste, aber nicht zu harte Materialien wie Styropor, Holz, Kork, Pappe, Papierlagen, Tabakballen oder sogar Mörtel. Bei langjährigem Massenbefall können dadurch Schäden an Möbeln und sonstigen Einrichtungsgegenständen entstehen. Auch über das Auslösen von allergischen Reaktionen und Darmerkrankungen wird berichtet. Dennoch ist das Auftreten von Speckkäfern kein Grund zur Beunruhigung, da sie weit verbreitet sind und meistens nur in nicht zu großer Anzahl vorkommen. Eine Bekämpfung ist vor allem bei stärkerem Befall notwendig.

## Taxonomie
Die Art gehört zur Untergattung Dermestes Linnaeus 1758, die neben den Untergattungen Dermestinus Zhantiev 1967 und Montandonia Jacquet 1886 eine der drei heimischen Untergattungen von Dermestes darstellt. Aus dieser Untergattung sind fünf heimische Arten bekannt. Ein Synonym der Art Dermestes haemorrhoidalis lautet Dermestes gulo Mulsant & Godart 1855.